# Megastylus flavopictus
Megastylus flavopictus là một loài tò vò trong họ Ichneumonidae.